# Compagnie néerlandaise des Indes occidentales
Pour les articles homonymes, voir GWC.
La Compagnie néerlandaise des Indes occidentales, en néerlandais : West-Indische Compagnie (WIC), et dans sa forme longue Geoctroyeerde West-Indische Compagnie (GWC), est une compagnie maritime et coloniale créée aux Provinces-Unies en 1621, dix-neuf ans après la Compagnie des Indes orientales (VOC).
Cette compagnie ayant fait faillite en 1674, une seconde est recréée dès 1675, qui dure jusqu'à la fin des Provinces-Unies en 1795. Cette dernière est fortement impliquée dans la traite négrière.

## Contexte

### Les Provinces-Unies et l'Espagne: la guerre de Quatre-Vingts ans (1568-1648)
Son nom néerlandais signifie exactement : « Compagnie à charte (octroyée) des Indes occidentales », sans référence aux « Pays-Bas », qui à l'époque sont divisés entre la république des Sept Provinces-Unies des Pays-Bas et les dix provinces du sud détenues par le roi d'Espagne, formant ce qu'on appelle les « Pays-Bas espagnols » (capitale : Bruxelles).
Les Provinces-Unies sont en guerre contre le roi d'Espagne, qui les considère toujours comme des provinces révoltées, une guerre qui a commencé en 1568 (insurrection du prince Guillaume d'Orange) et ne prend fin qu'en 1648 (traité de Münster).
L'année 1621 est celle où prend fin la trêve de Douze Ans, conclue en 1609, période durant laquelle il n'y a pas eu d'affrontement armé en Europe, mais qui n'est pas renouvelée.

### Le monde colonial en 1621
Le champ d'action de la compagnie couvre l'Amérique, où à cette date sont présents les Espagnols, de la Floride au Pérou, et les Portugais, au Brésil, ainsi que les Français, en Nouvelle-France, et les Anglais (colonie de Virginie) ; la côte occidentale de l'Afrique, où se trouvent nombre d'établissements portugais ; l'océan Pacifique.
La Compagnie des Indes orientales opère dans la zone océan Indien-Asie (Inde, Chine, Japon, Asie du Sud-Est).

## La première compagnie (1621-1674)

### Circonstances de la fondation
Après la fondation de la compagnie des Indes orientales, les Hollandais développent rapidement leur activité en Asie au détriment des positions acquises par les Portugais depuis le voyage de Vasco de Gama en 1498. Cela aboutit à un conflit, dit « guerre néerlando-portugaise » (1603-1661), qui en principe concerne le roi d'Espagne, aussi roi du Portugal, mais qui n'interfère pas fortement avec la guerre de Quatre-Vingts Ans.
En revanche, les Espagnols, qui sont fortement implantés en Amérique, veulent empêcher les ressortissants des Provinces-Unies de s'y installer. Lors des négociations de la trêve de Douze Ans en 1607-1609, ils obtiennent que les Provinces-Unies ne créent pas de compagnie des Indes occidentales.
La trêve n'empêche d'ailleurs pas des Hollandais de s'implanter en Amérique du Nord, mais sans la protection de l'État, notamment Adriaen Block, qui explore la vallée de l'Hudson en 1611-1614 au nom d'une petite compagnie (Tweehuysen Compagnie), à la suite de quoi des marchands d'Amsterdam fondent en 1614 la Nieuw-Nederland Compagnie, opérant (commerce des fourrures) dans cette région, située très loin des positions espagnoles (Floride, Mexique).
En 1618, le grand-pensionnaire Johan van Oldenbarnevelt, partisan de la paix, est éliminé par le stathouder Maurice de Nassau. Aussi la fin de la trêve de Douze Ans a pour conséquence la création de la Compagnie des Indes occidentales.
Il s'agit d'une compagnie privée dotée d'une charte publique. Parmi les fondateurs, on trouve Willem Usselincx (1567-1647), Jessé de Forest (1576-1624), originaire du Hainaut et Johannes de Laet (1581-1649).

### La charte de fondation

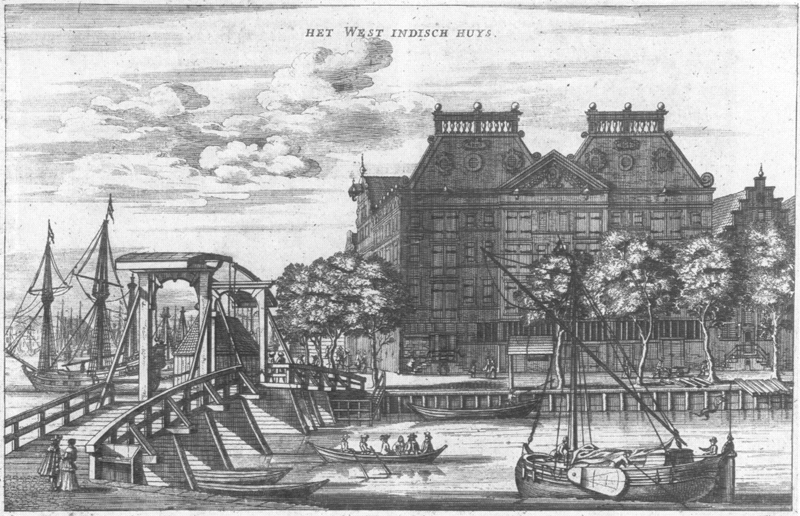
Le second siège de la Compagnie néerlandaise des Indes occidentales à Amsterdam, en 1655.

Le 3 juin 1621, les États généraux des Provinces-Unies lui octroient, par une charte valable pour 24 ans, le monopole du commerce dans une zone comprise entre le méridien du cap de Bonne-Espérance à l'est et la pointe orientale de la Nouvelle-Guinée à l'ouest. Les territoires concernés, où la VOC n'a plus le droit d'opérer, sont donc l'Afrique de l'Ouest, l'Amérique et l'océan Pacifique (îles des archipels d'Océanie, Nouvelle-Zélande et côte orientale de l'Australie).

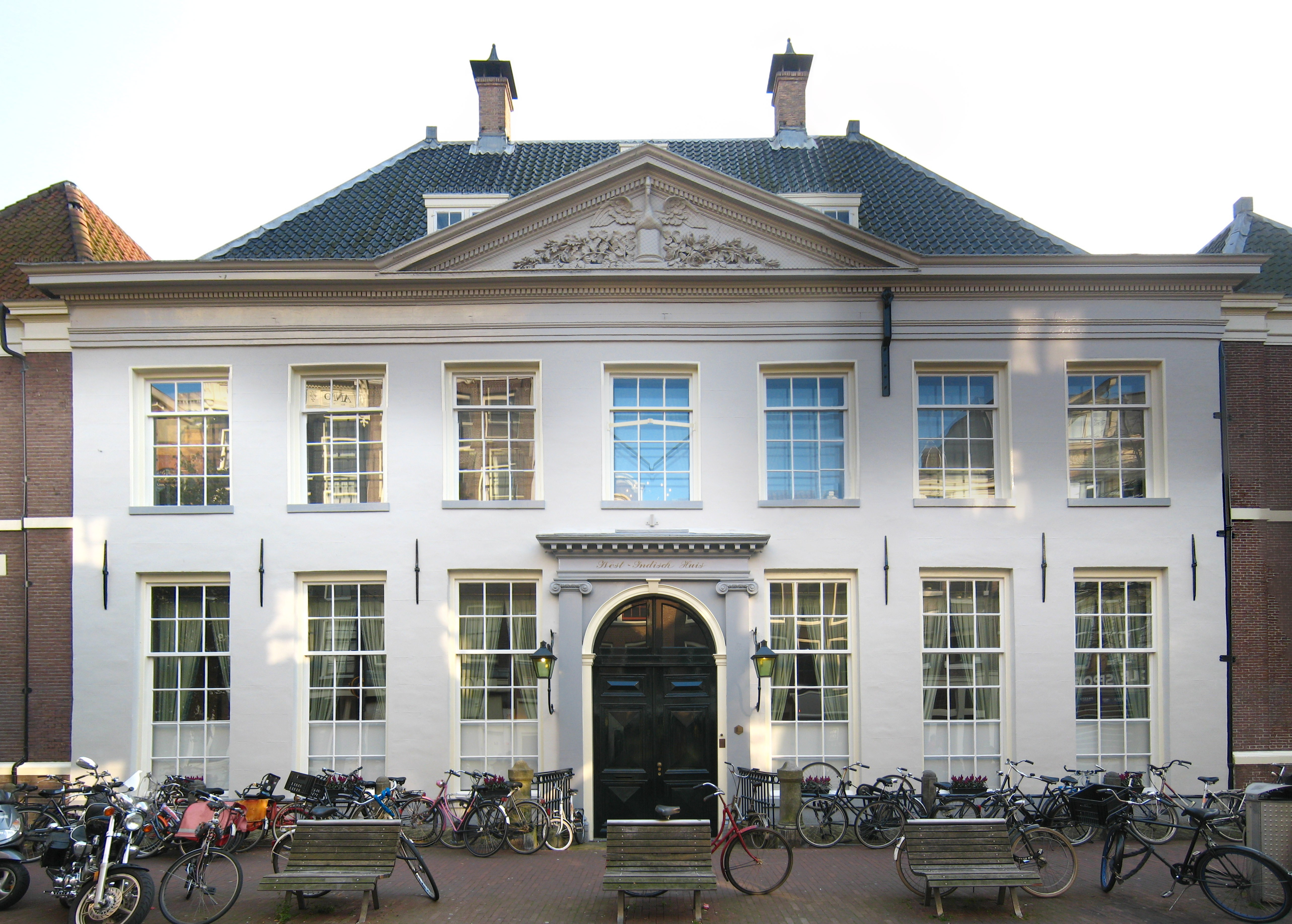
La Maison des Antilles, siège de la compagnie de 1623 à 1642.

La charte prévoit explicitement de mettre un terme à la concurrence entre les différents comptoirs commerciaux existants.
La compagnie devient ensuite un acteur majeur de la colonisation néerlandaise de l'Amérique, quoiqu'avec moins de succès que la VOC dans sa zone.
La GWC est organisée de façon analogue à la VOC ; en revanche, elle n'a pas le droit de mener des actions militaires sans l'approbation préalable du gouvernement.

### Organisation

#### Les cinq chambres régionales
La compagnie possédait cinq chambres régionales (Kamers), à Amsterdam, Middelbourg, Rotterdam, Hoorn et Groningue, celles d'Amsterdam et de Middelbourg étant les plus importantes.

#### Le conseil des Dix-neuf
Le conseil d'administration comptait 19 membres, connus sous le nom de Heeren XIX. C'est lui qui prenait toutes les décisions et centralisait toutes les informations de toutes les colonies.

### Activités de la WIC

#### La course
La compagnie connut au début une bonne réussite grâce à son efficacité dans la course maritime. Un des succès est la capture d'une flotte espagnole chargée d'argent, qui rapportait sa cargaison du Nouveau Monde en Europe, par Piet Hein en 1628 — la guerre de course constituait l'un des objectifs avoués de la WIC.

#### Colonies et comptoirs de commerces

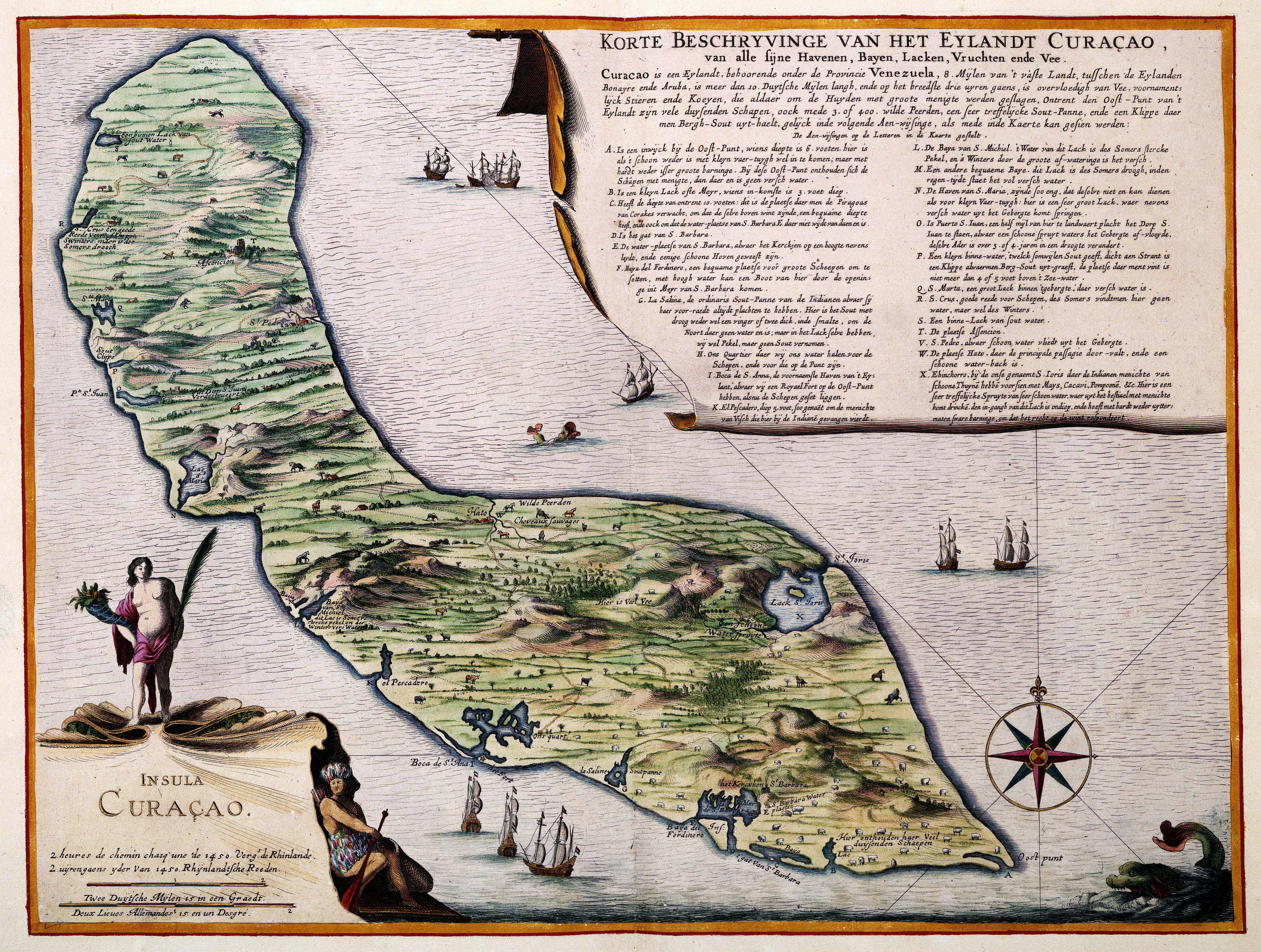
La colonie néerlandaise de Curaçao à la fin du XVIIe siècle.

Entre 1620 et 1640, de nombreuses colonies et comptoirs de commerces furent implantés avec succès. Parmi eux :
- la Nouvelle-Néerlande, qui couvrait en Amérique du Nord une partie des États actuels du Connecticut, Delaware, New Jersey et de New York.
- D'autres implantations virent le jour dans les Antilles néerlandaises, notamment quelques îles des Caraïbes : Saint-Eustache, Saint-Martin et Curaçao.
- la Guyane néerlandaise, comprenant les postes d'Essequibo, de Démérara, de Pomeroon et de Berbice, disputés aux Anglais, puis repris aux Britanniques au siècle suivant.
- en 1630, les Néerlandais enlèvent aux Portugais la région de Pernambuco, au Brésil, en prenant progressivement les villes de Recife, Natal. Au cours de la décennie suivante, Recife deviendra la capitale de la colonie sous le nom de « Mauritstad », du nom de son fondateur, le gouverneur Jean-Maurice de Nassau-Siegen.
- le fort portugais d'Elmina sur la Côte de l'or (actuel Ghana) en 1637 et celui de Luanda en Angola en août 1641.

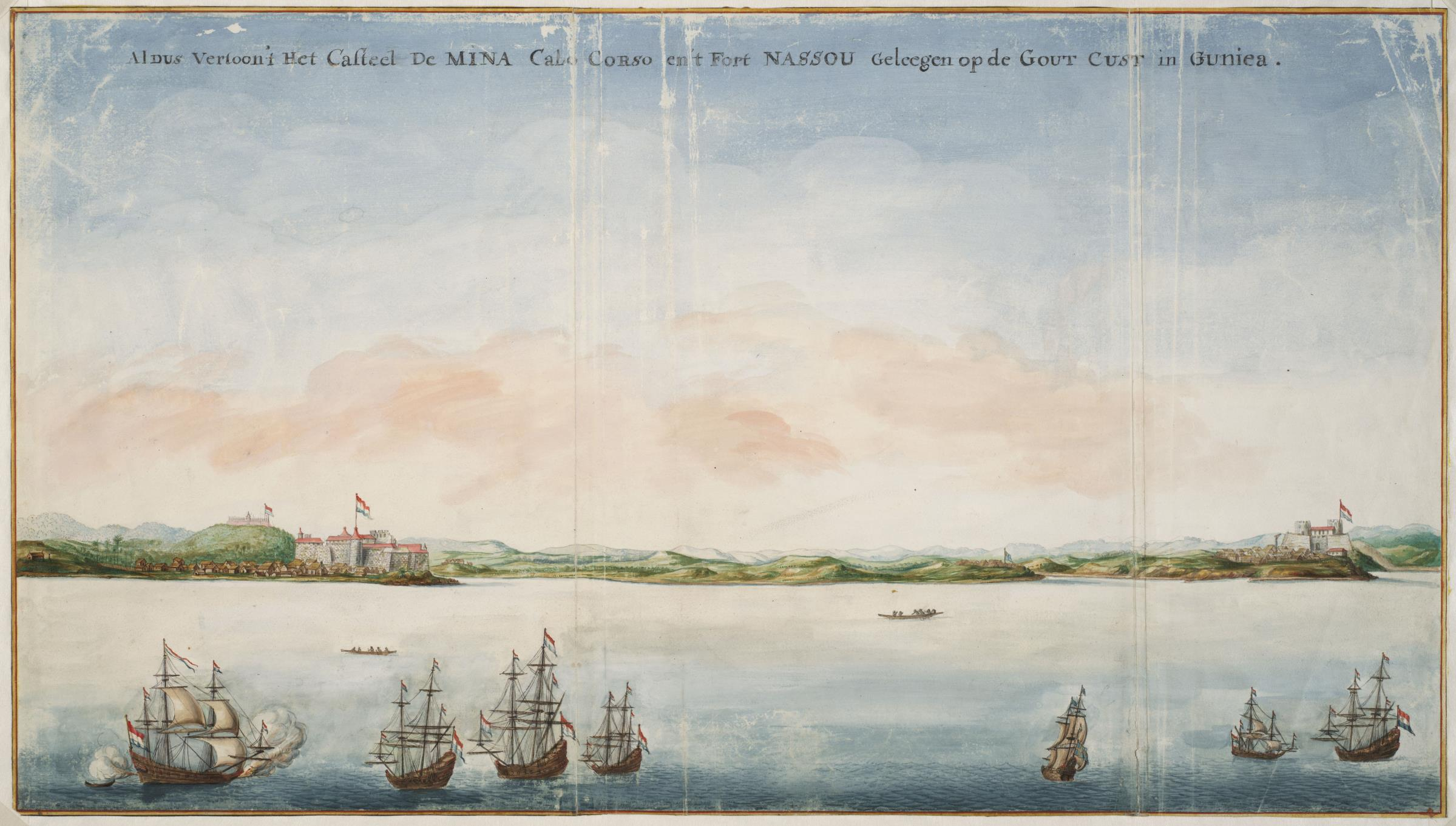
Les forts de traite d'Elmina et de Nassau, sur la Côte-de-l'Or néerlandaise.

#### Le commerce des fourrures
En Amérique, la fourrure (au nord) et le sucre (au sud), constituaient le gros des marchandises, tandis que l'Afrique fournissait de l'or, de l'ivoire et des esclaves — la plupart étant principalement destinés à travailler dans les plantations des Antilles et du Surinam.

### Relations avec les non européens

#### L'assemblée des représentants des Amérindiens (1645)
En 1645, la Compagnie néerlandaise des Indes occidentales décide de créer une assemblée de représentants des Amérindiens du Brésil, avec l'assentiment du Conseil des 19 de la WIC. Il en fait partie, tout comme un autre représentants des Amérindiens, Antonio Parapawa.

#### La question de l'esclavage et de la traite des noirs
Contrairement à la seconde compagnie créée en 1675, la liste de produits transportés par la WIC lors des voyages des douze premières années, de 1624 à 1636, ne mentionne aucun esclave. Elle ne décide d'en autoriser le transport exceptionnel qu'en 1637 et à partir d'une initiative locale : un courrier du gouverneur du Brésil Nassau-Siegen du 22 octobre 1639 mentionne une expédition de plusieurs navires à Allada, au Bénin, pour y acheter 688 esclaves à destination du Brésil.

#### Traité de Butre et populations Ahantas (1656)
Afin de développer sa colonie, renforcer ses positions et déloger la concurrence suédoise en Côte de l'Or ; la Compagnie des Indes occidentales entame des tractations diplomatiques avec les chefferies Ahantas et Encasser. Le traité de Butre établit un protectorat sur la ville de Butre et le Haut Ahanta (jusqu'à Sékondi) et y construit le Fort Batenstein. Le traité marque le changement définitif de juridiction européenne dans la région jusqu'en 1872.

### Relations avec les puissances européennes

#### La guerre au Brésil (1630-1654)
La WIC est arrivée dans un Brésil qui connaissait l'esclavage depuis un siècle: l'économie sucrière, à partir des années 1530, s'était « implantée à proximité des ports de Santos et de São Vicente », en profitant des prix élevés, ce qui a incité les colons engagés dans sa production à chercher des moyens de se procurer des travailleurs captifs, alors que l'« importation à grande échelle d'esclaves africains » n'existait pas encore. Ils utilisent pour cela « les chefferies Tupinikine du plateau intérieur », en le poussant à la guerre contre les Tamoyo, afin de générer des captifs pouvant être vendus et échangés sur les plantations sucrières côtières. Ils ont également recouru à la capture directe des Indiens, ce qui a fait naitre une captivité indigène présentée comme émergeant « spontanément » du pillage direct des conquérants sur « les sociétés Guarani, Tupinikin , Maromomi et Guayaná de la région ».
L'asservissement des indigènes fut d'abord pratiqué par les colonisateurs privés parcourant le sertão pour s'enrichir personnellement. Sa « justification idéologique », dans un second temps, est progressivement élaborée par les missionnaires jésuites, chargés de l'évangélisation des indigènes. Des prêtres comme Manuel da Nóbrega et José de Anchieta, qui dès les années 1550, se rendirent dans le sertão encadrent le processus. La mission jésuite fait ainsi de l'esclavage une « modalité » de travail désormais possible et largement pratiquée puis un véritable « système de travail », organisé autour de villages jésuites autonomes, se prévalant d'une « conversion meilleure et plus facile au christianisme » des Indiens, projet dirigé par Manuel da Nóbrega.
L'esclavage fera cependant l'objet de diverses formes d'opposition (violence, évasions, indiscipline, etc.) après plusieurs décennies. « Point culminant de tout ce processus », la loi du 20 mars 1570 décrète la « liberté » de la population indigène, non seulement à São Paulo, mais dans toute l'Amérique portugaise. L'esclavage est cependant autorisé s'il résulte de « guerre juste », dans une « confrontation entre les Portugais et les groupes indigènes hostiles », ce qui « laissait place à un large éventail de situations ». Les Amérindiens alors « fonctionnaient selon la dynamique de leur propre univers social », impliquant les Européens de passage dans des réseaux de vengeance passant par la « pratique guerrière ». Par ailleurs, dès le début du siècle suivant, le cas de Timacaúna montre que la liberté prévue par la loi du 20 mars 1570 n'est plus « qu'une condition formelle et extrêmement vulnérable ».
La WIC n'a réinvesti au Brésil qu'une partie des 11 millions de florins volés aux galions espagnols en 1 628 dans la bataille de la baie de Matanzas. La plus grosse partie de la somme a été distribuée en dividendes aux actionnaires cette année-là et la suivante, après plusieurs années sans dividendes.
En janvier 1630, les navires néerlandais cinglent vers la côte brésilienne, et combats qui durent ensuite presque toute la décennie entraînent la destruction d'une large partie des moulins à sucre par les deux parties, tandis qu'un bon tiers de leurs propriétaires portugais se replient dans le sud du Brésil, resta aux mains des Portugais, selon le constat du chef de l'armée néerlandaise, le Polonais Christophe Arciszewski.
La Trêve luso-néerlandaise du 12 juin 1641 fut signée entre les Provinces-Unies et le Portugal, qui venait de secouer le joug de l'Espagne, en mettant fin, en décembre 1640 à l'Union ibérique qui durait depuis 60 ans. Mais les habitants du Maranhao se soulèvent dès l'été 1642, ceux du Ceara l'année suivante et tous les Brésiliens en font autant en 1645, année où Fernandès Vieira gagna deux batailles importantes.
Jusque-là les esclaves achetés par les Portugais du Brésil l'étaient tous à crédit, mais à partir de 1644 et 1645, la proportion passe à respectivement 78 % et 100 %, en raison des incertitudes politiques et de la guerre très prochainement.
Les Portugais reprirent le Brésil aux Néerlandais en 1654, après une longue guerre qui a duré un quart de siècle.

#### La perte de la Nouvelle-Néerlande et de Cayenne
Ensuite, beaucoup d'autres comptoirs néerlandais furent détruits ou tombèrent entre les mains d'autres puissances coloniales. La Nouvelle-Néerlande ne connut pas un sort meilleur. Rivale de la Nouvelle-Angleterre, elle finit par être envahie par les troupes anglaises en 1664, et échangée contre le Suriname. D'autre part, la politique pratiquée par la compagnie, qui accordait au directeur des implantations un pouvoir exagéré, n'incitait pas les colons à venir s'installer.
Après s'être endettée durant plusieurs années, la WIC originale cessa son activité en 1674, l'année de la création de la Compagnie du Sénégal par les Français, un an près la fondation de la Royal African Company par les Anglais. Une nouvelle société fut formée. Le piratage fut abandonné, et les activités se recentrèrent sur la gestion des colonies restantes au Suriname et aux Antilles.

## La seconde compagnie (1675-1795)

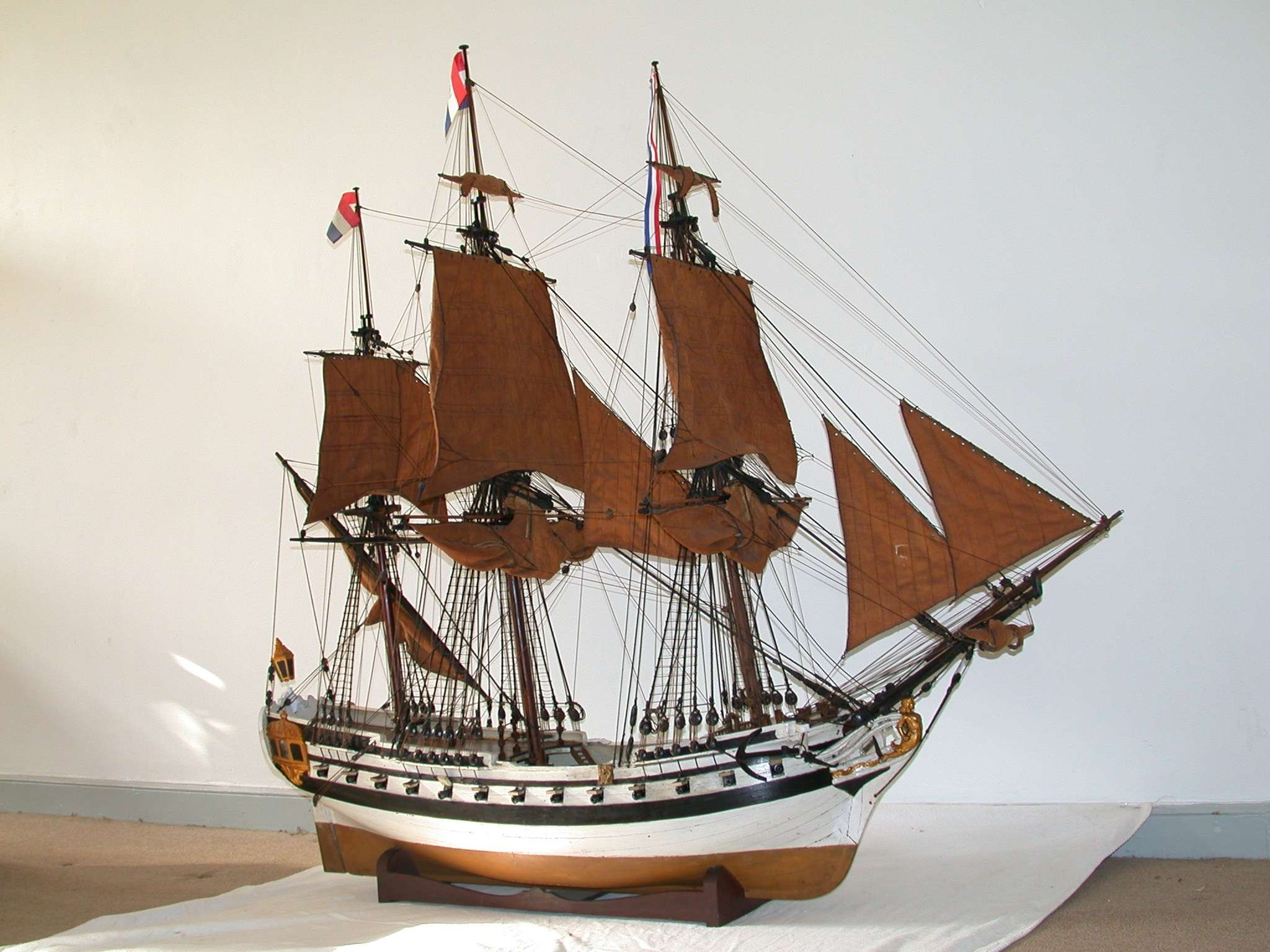
Maquette d'un navire négrier de la Compagnie néerlandaise des Indes occidentales.

Une seconde WIC est recréé en 1675, après la faillite définitive de la première, avec des objectifs et des dirigeants très différents. Il s'agit à partir de là de pratiquer la traite négrière ouvertement.
Les historiens furent confrontés à des difficultés en raison des dispersions des archives de la première WIC, causées par un incendie accidentel d'entrepôt au XVIIIe siècle puis par leurs ventes partielles en 1821. Celles de la seconde sont beaucoup plus fiables et précises.
La traite négrière hollandaise entre 1675 et 1795 est mieux comprise en la divisant en deux catégories chronologiques : le monopole de la seconde WIC (1675-1735) et la période de libre-échange (1730-1795).
Les cargaisons d’esclaves de la WIC sont passées d’environ 500 à environ 600 esclaves, avec une moyenne de 570, la plus massive en ayant transporté 866 esclaves. Le navire négrier Leusden s'échoue au large de l'embouchure du Maroni en 1738, 664 esclaves meurent.

Sur un échantillon de 131 navires de libre-échange, les taux de mortalité s’élèvent en moyenne à 17,4 %. Pour la WIC ils se situaient en moyenne à 16,7 %, plus bas. Les navires WIC, aux destinations plus diversifiées, étaient fournis par les postes de traite de la compagnie sur la côte africaine, alors que les libres-échangistes devaient se débrouiller seuls et acheter leurs esclaves.

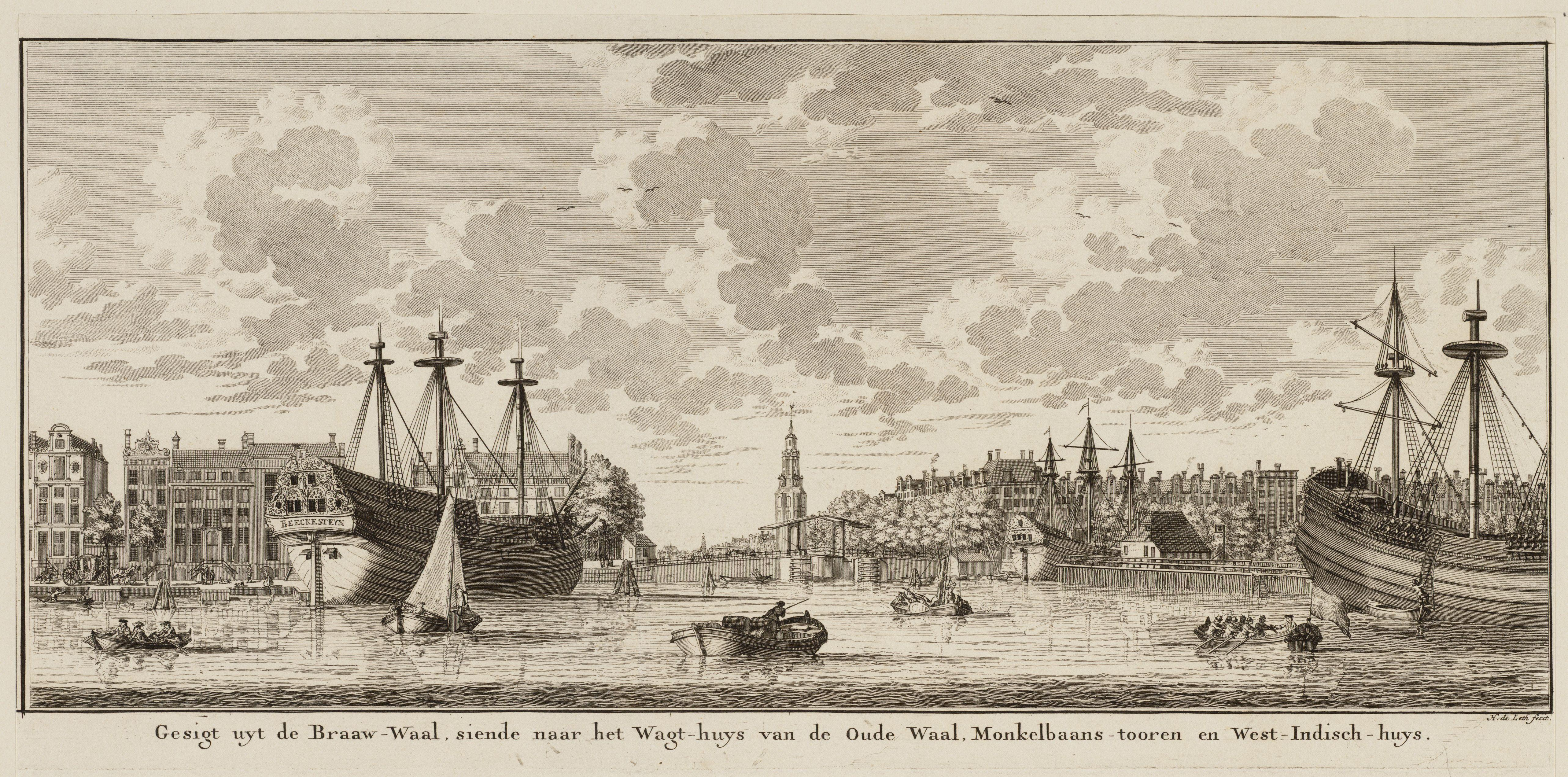
Le Beeckestijn, navire négrier de la Compagnie néerlandaise des Indes occidentales, dans le port d'Amsterdam vers 1735.

Curaçao a joué un rôle important comme dépôt d’esclaves pour les Espagnols grâce à l’accord d’Asiento, perdu par les Hollandais en 1713, ce qui a donné l'occasion de remplacer Curaçao par des îles Hollandaises des Antilles, pour livrer les îles françaises pendant les années 1720, mais sans le même succès, ce qui explique le déclin de la traite négrière néerlandaise au cours de la seconde décennie du XVIIe siècle.
Après que les Britanniques se furent emparés du Suriname durant les années 1780, la compagnie connut de nouvelles difficultés. Le gouvernement des Provinces-Unies, en 1791, racheta son fonds de commerce et plaça les territoires sous son administration directe.